# تیبریو میتری
تیبریو میتری (ایتالیایی: Tiberio Mitri؛ ‏ ۱۲ ژوئیهٔ ۱۹۲۶ – ۱۲ فوریهٔ ۲۰۰۱) یک بازیگر و بوکسور اهل ایتالیا بود.
از فیلم‌هایی که وی در آن نقش داشته‌است، می‌توان به مردی به نام اسلج، جنگ بزرگ، آنتسیو، بانوی شب و وداع با اسلحه اشاره کرد.